# Morti nel 2011/Gennaio
| Questa pagina contiene informazioni ricavate automaticamente dalle voci biografiche con l'ausilio del template Bio e di un bot. L'aggiornamento è periodico e automatico e ricostruisce completamente la pagina. Se manca una persona in questa lista, sei pregato di non aggiungerla, ma accertati piuttosto che la sua voce biografica contenga il template Bio e che i dati anagrafici siano correttamente compilati. Se il template Bio manca, inseriscilo tu stesso o, in alternativa, metti l'avviso {{tmp\|Bio}} che ne segnala la mancanza. Se i dati riportati sono sbagliati, correggi direttamente la voce biografica; le modifiche saranno visibili in questa lista entro pochi giorni. Per chiarimenti vedi il progetto biografie. La lista contiene solo le 172 persone che sono citate nell'enciclopedia e per le quali è stato implementato correttamente il template Bio. Pagina aggiornata al 2 ago 2025. |

- 1º gennaio - Anna Anni, costumista e scenografa italiana (n. 1926)
- 1º gennaio - Carlo Bernini, politico italiano (n. 1936)
- 1º gennaio - Lewis des Brisay, pittore, illustratore e poeta britannico (n. 1927)
- 1º gennaio - Charles Fambrough, bassista, compositore e produttore discografico statunitense (n. 1950)
- 1º gennaio - Flemming Jørgensen, cantante pop e attore danese (n. 1947)
- 1º gennaio - Reynaldo Dagsa, politico filippino (n. 1975)
- 2 gennaio - Renato Bordone, storico italiano (n. 1948)
- 2 gennaio - Guido Borgianni, pittore italiano (n. 1915)
- 2 gennaio - Sisto Dalla Palma, critico teatrale, direttore artistico e direttore teatrale italiano (n. 1932)
- 2 gennaio - Peter Hobbs, attore statunitense (n. 1918)
- 2 gennaio - Hans Kalt, canottiere svizzero (n. 1924)
- 2 gennaio - Anne Francis, attrice statunitense (n. 1930)
- 2 gennaio - Émile Masson, ciclista su strada belga (n. 1915)
- 2 gennaio - Pete Postlethwaite, attore britannico (n. 1946)
- 2 gennaio - Furio Scarpellini, calciatore e allenatore di calcio italiano (n. 1922)
- 2 gennaio - Miriam Seegar, attrice statunitense (n. 1907)
- 2 gennaio - Szeto Wah, politico e insegnante hongkonghese (n. 1931)
- 2 gennaio - Richard Winters, ufficiale statunitense (n. 1918)
- 3 gennaio - Jill Haworth, attrice britannica (n. 1945)
- 3 gennaio - Zbigniew Jaremski, velocista polacco (n. 1949)
- 3 gennaio - Anatoliy Skorokhod, matematico ucraino (n. 1930)
- 4 gennaio - Mohamed Bouazizi, attivista tunisino (n. 1984)
- 4 gennaio - Mick Karn, musicista cipriota (n. 1958)
- 4 gennaio - Dick King-Smith, scrittore inglese (n. 1922)
- 4 gennaio - Coen Moulijn, calciatore olandese (n. 1937)
- 4 gennaio - Ali-Reza Pahlavi, iraniano (n. 1966)
- 4 gennaio - Gerry Rafferty, cantautore e chitarrista scozzese (n. 1947)
- 4 gennaio - Salmaan Taseer, politico e imprenditore pakistano (n. 1944)
- 5 gennaio - Malangatana Ngwenya, pittore e poeta mozambicano (n. 1936)
- 5 gennaio - Karl Nickerl, calciatore austriaco (n. 1931)
- 5 gennaio - Assar Rönnlund, fondista svedese (n. 1935)
- 6 gennaio - Susana Chávez, poetessa e attivista messicana (n. 1974)
- 6 gennaio - Uche Okafor, calciatore nigeriano (n. 1967)
- 6 gennaio - Vang Pao, generale e guerrigliero laotiano (n. 1929)
- 7 gennaio - Derek Gardner, ingegnere britannico (n. 1931)
- 7 gennaio - Paolo Pietrosanti, politico e attivista italiano (n. 1960)
- 7 gennaio - Alberte Pullman, chimica francese (n. 1920)
- 7 gennaio - Simona Senoner, saltatrice con gli sci italiana (n. 1993)
- 8 gennaio - Mike Gambrill, pistard britannico (n. 1935)
- 8 gennaio - José García, calciatore uruguaiano (n. 1926)
- 8 gennaio - Oleg Grabar, storico dell'arte e archeologo francese (n. 1929)
- 8 gennaio - Ángel Pedraza, allenatore di calcio e calciatore spagnolo (n. 1962)
- 8 gennaio - Klauspeter Seibel, direttore d'orchestra tedesco (n. 1936)
- 8 gennaio - Juan Piquer Simón, regista spagnolo (n. 1935)
- 8 gennaio - Thorbjørn Svenssen, calciatore norvegese (n. 1924)
- 8 gennaio - Stan Weber, cestista statunitense (n. 1925)
- 9 gennaio - Vitor Alves, militare e politico portoghese (n. 1930)
- 9 gennaio - Carlos Blanco, calciatore messicano (n. 1928)
- 9 gennaio - Paride Brunetti, partigiano, ingegnere e militare italiano (n. 1916)
- 9 gennaio - Nba Saghru, cantautore, poeta e pittore marocchino (n. 1982)
- 9 gennaio - Piergiorgio Sartore, calciatore italiano (n. 1939)
- 9 gennaio - Peter Yates, regista e produttore cinematografico inglese (n. 1929)
- 10 gennaio - John Dye, attore e sceneggiatore statunitense (n. 1963)
- 10 gennaio - Giovanni Forner, politico italiano (n. 1928)
- 10 gennaio - Cookie Gilchrist, giocatore di football americano statunitense (n. 1935)
- 10 gennaio - Joe Gores, scrittore statunitense (n. 1931)
- 10 gennaio - Borivoje Kostić, calciatore jugoslavo (n. 1930)
- 10 gennaio - María Elena Walsh, scrittrice, compositrice e commediografa argentina (n. 1930)
- 10 gennaio - Margaret Whiting, cantante statunitense (n. 1924)
- 11 gennaio - Andrea Arrica, dirigente sportivo italiano (n. 1926)
- 11 gennaio - Dali Benoit Yohoua, calciatore ivoriano (n. 1968)
- 11 gennaio - Zoltán Berczik, tennistavolista ungherese (n. 1937)
- 11 gennaio - Alfio Peraboni, velista italiano (n. 1954)
- 11 gennaio - Alessandro Pin, calciatore italiano (n. 1929)
- 11 gennaio - Lietta Tornabuoni, giornalista e critica cinematografica italiana (n. 1931)
- 12 gennaio - Clemar Bucci, pilota automobilistico argentino (n. 1920)
- 12 gennaio - Hans Bütikofer, bobbista svizzero (n. 1915)
- 12 gennaio - Ilona d'Asburgo-Lorena, nobile ungherese (n. 1927)
- 12 gennaio - Paul Picerni, attore e militare statunitense (n. 1922)
- 12 gennaio - Theodor Rădulescu, rugbista a 15 e allenatore di rugby a 15 rumeno (n. 1933)
- 12 gennaio - Marija Strelenko, biatleta russa (n. 1976)
- 12 gennaio - Georg Vinogradov, cestista estone (n. 1915)
- 13 gennaio - Enzo Correggioli, pugile e allenatore di pugilato italiano (n. 1922)
- 13 gennaio - Egon Drews, canoista tedesco (n. 1926)
- 13 gennaio - Chuck Gilmur, cestista e allenatore di pallacanestro statunitense (n. 1922)
- 13 gennaio - Giacinto Minnocci, politico italiano (n. 1916)
- 13 gennaio - Charlie Muscat, calciatore maltese (n. 1963)
- 13 gennaio - Giampaolo Nuvoli, giornalista e politico italiano (n. 1952)
- 13 gennaio - Rudolf Pesch, teologo tedesco (n. 1936)
- 13 gennaio - Ellen Stewart, regista, coreografa e drammaturga statunitense (n. 1919)
- 14 gennaio - Salvatore Cancemi, mafioso e collaboratore di giustizia italiano (n. 1942)
- 14 gennaio - Trish Keenan, musicista e cantante britannica (n. 1968)
- 14 gennaio - Peter Post, pistard, ciclista su strada e dirigente sportivo olandese (n. 1933)
- 15 gennaio - Franco Di Majo, ingegnere italiano (n. 1910)
- 15 gennaio - Adriano Guerra, giornalista italiano (n. 1926)
- 15 gennaio - Nat Lofthouse, calciatore e allenatore di calcio britannico (n. 1925)
- 15 gennaio - Wiebe Wolters, nuotatore e pallanuotista singaporiano (n. 1932)
- 15 gennaio - Susannah York, attrice britannica (n. 1939)
- 16 gennaio - Stefka Jordanova, mezzofondista bulgara (n. 1947)
- 16 gennaio - Hovhannes Bedros XVIII Kasparian, patriarca cattolico armeno (n. 1927)
- 16 gennaio - Fabio Maravalle, politico italiano (n. 1935)
- 16 gennaio - Alcides Silveira, calciatore uruguaiano (n. 1938)
- 17 gennaio - Marina Abros'kina, cestista sovietica (n. 1967)
- 17 gennaio - Marcello Bazzana, saltatore con gli sci italiano (n. 1953)
- 17 gennaio - Jean Dutourd, scrittore francese (n. 1920)
- 17 gennaio - Don Kirshner, editore musicale e produttore discografico statunitense (n. 1934)
- 17 gennaio - Gaetano Scelba, giornalista e funzionario italiano (n. 1932)
- 17 gennaio - Stelio Zaganelli, politico italiano (n. 1920)
- 18 gennaio - Gene Colonnello, cantante e compositore italiano (n. 1935)
- 18 gennaio - George Crowe, giocatore di baseball e cestista statunitense (n. 1921)
- 18 gennaio - Lido Galletto, partigiano e storico italiano (n. 1924)
- 18 gennaio - Marcel Marlier, artista, illustratore e fumettista belga (n. 1930)
- 18 gennaio - Jim McManus, tennista statunitense (n. 1940)
- 18 gennaio - Sargent Shriver, diplomatico, politico e attivista statunitense (n. 1915)
- 19 gennaio - Sergio Frosali, critico cinematografico, giornalista e saggista italiano (n. 1923)
- 19 gennaio - Mihai Ionescu, calciatore rumeno (n. 1936)
- 19 gennaio - Ernesto Ledesma, calciatore uruguaiano (n. 1930)
- 20 gennaio - Aldo Ciorba, tecnico del suono italiano (n. 1933)
- 20 gennaio - Eduardo Davino, vescovo cattolico italiano (n. 1929)
- 20 gennaio - Bruce Gordon, attore statunitense (n. 1916)
- 20 gennaio - Vladimír Kompánek, scultore e pittore slovacco (n. 1927)
- 20 gennaio - Reynolds Price, scrittore e poeta statunitense (n. 1933)
- 20 gennaio - Sexy Cora, attrice pornografica tedesca (n. 1987)
- 20 gennaio - Gus Zernial, giocatore di baseball statunitense (n. 1923)
- 21 gennaio - Theoni V. Aldredge, costumista e scenografa greca (n. 1922)
- 21 gennaio - Giuseppe Brumatti, cestista e dirigente sportivo italiano (n. 1948)
- 21 gennaio - Robert Cohu, cestista francese (n. 1911)
- 21 gennaio - Peter Demos, cestista greco (n. 1925)
- 21 gennaio - Caterina Mancini, soprano italiano (n. 1924)
- 21 gennaio - Enrico Micheli, economista, scrittore e politico italiano (n. 1938)
- 21 gennaio - Giulio Obici, giornalista e fotografo italiano (n. 1934)
- 21 gennaio - Raul Ranieri Taccini, pallanuotista e pugile italiano (n. 1950)
- 21 gennaio - Wally Hughes, allenatore di calcio neozelandese (n. 1934)
- 22 gennaio - Laura Mambelli, giornalista italiana (n. 1961)
- 22 gennaio - Cristino Nicolaides, generale argentino (n. 1925)
- 22 gennaio - Dennis Oppenheim, performance artist statunitense (n. 1938)
- 22 gennaio - Park Wan-suh, scrittrice sudcoreana (n. 1931)
- 22 gennaio - Tullia Zevi, giornalista e scrittrice italiana (n. 1919)
- 23 gennaio - Gian Franco Lami, filosofo italiano (n. 1946)
- 24 gennaio - Anna Avanzini, ginnasta italiana (n. 1917)
- 24 gennaio - Antonio Domingo Bussi, militare e politico argentino (n. 1926)
- 24 gennaio - Annibale Del Mare, scrittore e giornalista italiano (n. 1914)
- 24 gennaio - Bernd Eichinger, produttore cinematografico, regista e sceneggiatore tedesco (n. 1949)
- 24 gennaio - Francisco Hernández, calciatore messicano (n. 1924)
- 24 gennaio - Leonzio Rezzadore, giocatore di curling e dirigente sportivo italiano (n. 1932)
- 24 gennaio - Samuel Ruiz García, vescovo cattolico messicano (n. 1924)
- 24 gennaio - Pierre Sinibaldi, allenatore di calcio e calciatore francese (n. 1924)
- 24 gennaio - Dyanik Zurakowska, attrice belga (n. 1947)
- 25 gennaio - Umberto Albini, grecista, filologo classico e traduttore italiano (n. 1923)
- 25 gennaio - Daniel Bell, sociologo statunitense (n. 1919)
- 25 gennaio - Vassilis Konstantakopoulos, armatore e imprenditore greco (n. 1935)
- 25 gennaio - R. F. Langley, poeta e insegnante britannico (n. 1938)
- 25 gennaio - Kiril Milanov, calciatore bulgaro (n. 1948)
- 25 gennaio - Cesare Pecile, chimico italiano (n. 1931)
- 26 gennaio - John Herbert, attore, regista e produttore cinematografico brasiliano (n. 1929)
- 26 gennaio - David Kato, attivista ugandese (n. 1964)
- 26 gennaio - María Mercader, attrice spagnola (n. 1918)
- 26 gennaio - Mario Scaccia, attore, regista teatrale e conduttore radiofonico italiano (n. 1919)
- 26 gennaio - Tore Sjöstrand, siepista svedese (n. 1921)
- 26 gennaio - Pietro Zampetti, storico dell'arte e critico d'arte italiano (n. 1913)
- 27 gennaio - Charlie Callas, attore e comico statunitense (n. 1924)
- 27 gennaio - Helena Henschen, scrittrice svedese (n. 1940)
- 27 gennaio - Boyd Kirkland, regista, sceneggiatore e produttore televisivo statunitense (n. 1950)
- 27 gennaio - Svein Mathisen, calciatore norvegese (n. 1952)
- 27 gennaio - Diana Norman, scrittrice britannica (n. 1933)
- 27 gennaio - Bruno Sacchi, architetto italiano (n. 1931)
- 28 gennaio - Hamida Barmaki, docente e attivista afghana (n. 1970)
- 28 gennaio - Alberto Ciampaglia, politico italiano (n. 1921)
- 28 gennaio - Gilberto Ferri, imprenditore italiano (n. 1920)
- 28 gennaio - Margaret Price, soprano gallese (n. 1941)
- 28 gennaio - Jan Somers, chitarrista olandese (n. 1964)
- 28 gennaio - Gaspare De Fiore, architetto, pittore e fumettista italiano (n. 1926)
- 29 gennaio - Milton Babbitt, compositore e matematico statunitense (n. 1916)
- 29 gennaio - José Llopis Corona, calciatore spagnolo (n. 1918)
- 30 gennaio - Manlio Argenti, pittore italiano (n. 1919)
- 30 gennaio - John Barry, compositore e arrangiatore britannico (n. 1933)
- 30 gennaio - Gino Colombini, architetto e designer italiano (n. 1915)
- 30 gennaio - Toma Garai, compositore di scacchi rumeno (n. 1935)
- 30 gennaio - Chava Rosenfarb, scrittrice, poetessa e drammaturga polacca (n. 1923)
- 31 gennaio - Charles Sellier, produttore televisivo, sceneggiatore e romanziere statunitense (n. 1943)
- 31 gennaio - Silja Walter, poetessa e religiosa svizzera (n. 1919)
- 31 gennaio - Norman Uprichard, calciatore nordirlandese (n. 1928)